# Talea (film)
Pour plus de détails, voir Fiche technique et Distribution.
Talea est un film dramatique autrichien écrit et réalisé par Katharina Mückstein et sorti en 2013.

## Synopsis
C'est l'été en Autriche et tout le monde attend avec impatience ses vacances en Italie. Tout le monde sauf Jasmin, 14 ans. Elle aspire à sa mère biologique, Eva, qui vient de sortir de prison. Jasmin s'enfuit de sa famille d'accueil et persuade Eva de partir avec elle. Ils se rapprochent, mais lorsqu'un homme attire l'attention d'Eva, la relation mère-fille nouvellement formée est menacée.

## Fiche technique
Sauf indication contraire, les informations mentionnées dans cette section peuvent être confirmées par la base de données cinématographiques IMDb,  présente dans la section « Liens externes ».
- Titre original : Talea
- Réalisation : Katharina Mückstein
- Scénario : Selina Gnos et Katharina Mückstein
- Musique : Veronika Eberhart, Wolfgang Möstl et Alessandro Mannarino
- Photographie : Michael Schindegger
- Montage : Natalie Schwager
- Costumes : Monika Buttinger
- Production : Flavio Marchetti, Katharina Mückstein, Michael Schindegger et Natalie Schwager
- Sociétés de production : La Banda Film
- Sociétés de distribution : Filmdelights
- Pays de production :  Autriche[1]
- Langue originale : allemand[2]
- Genre : drame
- Durée : 75 minutes[1]
- Date de sortie[3] : 
  - Allemagne : 23 janvier 2013 (Festival Max Ophüls)
  - Autriche : 13 septembre 2013 (en salles)

## Distribution
- Nina Proll : Eva
- Sophie Stockinger : Jasmine
- Lili Epply : Melanie
- Philipp Hochmair : Stefan
- Andrew Patton : Peter
- Eva-Maria Gintsberg : Inge
- Rita Waszilovics : agent de libération conditionnelle
- Alina Schaller : Elena

## Sortie
Le film a été présenté en première mondiale au Festival Max Ophüls le 23 janvier 2013. Le film est sorti en salles en Autriche le 13 septembre 2013.

## Distinctions

### Récompenses
- Festival Max Ophüls 2013 : Prix du Ministre-Président de la Sarre pour Katharina Mückstein[5]
- Diagonale 2013 : Prix de la meilleure création de costumes pour Monika Buttinger[6]

### Nominations et sélections
- Festival Max Ophüls 2013 : sélection officielle, en compétition
- Festival du film de Zurich 2013 : sélection officielle, en compétition[7]
- Prix du cinéma autrichien 2014 : 
  - Meilleure réalisation pour Katharina Mückstein[8]
  - Meilleur scénario pour Selina Gnos et Katharina Mückstein[8]